# 乍得沙赫人
乍得沙赫人（Sahelanthropus tchadensis），又名乍得人猿，是一種只有化石的猿，相信是生存於700萬年前(7Ma)。牠被稱為最古老的人屬祖先，是人類及黑猩猩的最近共同祖先。牠是屬於中新世的，與人類及其他非洲的猿有關（如黑猩猩）。

## 化石

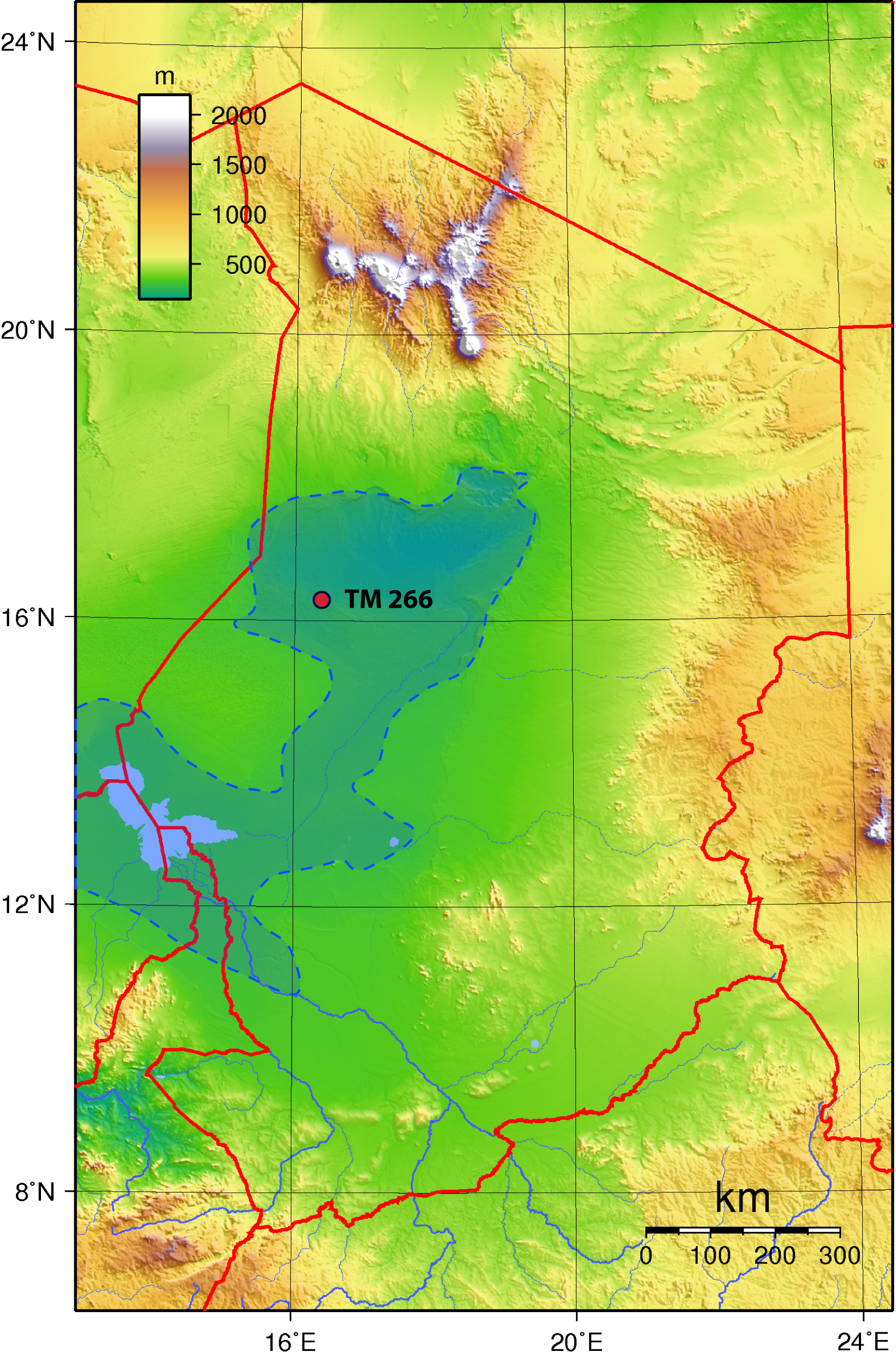
TM 266 的位置，即乍得首次发现沙赫人（Sahelanthropus tchadensis）化石的地点；基于文献[1]，并使用由 Sadalmelik 创作的 Chad Topography.png (公共领域) 作为背景。由蓝色虚线圈定的浅蓝色区域代表推测的全新世大乍得湖的最大扩展范围。

乍得沙赫人的化石是一個比較細小的頭顱骨、5塊顎骨及一些牙齒。組成的頭部同時有進化及原始的特徵。腦腔為340-360立方厘米大，與現存黑猩猩的差不多，而比人類的1350立方厘米則小很多。
乍得沙赫人的牙齒、眉骨及面部結構都與人類有明顯的分別。由於頭顱骨的失真，故進行了一個三維的電腦重組。單從其枕骨大孔推論，牠卻是雙足行走的。然而因為始終未發現牠的顱後遺骸，這仍然是未知之數。牠的犬齒與其他中新世猿相似。
乍得沙赫人的化石是在乍得被發現，介乎於2001年7月至2002年3月間出土。發現者聲稱乍得沙赫人是人類及黑猩猩的最近共同祖先。但是其骨骼的發現地卻與其他已發現的人族化石的地方，如東非及南部非洲相距甚遠。不過在乍得亦曾於1993年發現了一個羚羊河南方古猿的頜骨。

## 影響
乍得沙赫人的化石頭顱骨（編號TM 266），花名為「圖邁」（Toumaï，當地語言意指「生命的希望」），可能是人類與黑猩猩的共同祖先。大部份分子時鐘指人類及黑猩猩於乍得沙赫人之後的100-200萬年間（即500萬年前）分支開來，但這說法卻不被廣泛接受。而最初將乍得沙赫人分類為人類祖先的物種中，亦將人類演化問題複雜化。若圖邁真的是人類的直系祖先，牠的面部特徵則會令南方古猿的分類出現問題。因為牠的眉骨與一些後期的人科（如直立人）相似，但其形態卻與南方古猿類、大部份人科化石及現今人類的不同。
另一個可能性是圖邁與人類及黑猩猩都有關係，但都並非兩者的祖先。圖根原人的發現者瑞吉特·森努特（Brigitte Senut）及馬丁·匹克福特（Martin Pickford）指乍得沙赫人的特徵與雌性的原始大猩猩一致。即使這個說法得到支持，也不會使得該發現失去重要性。因為以往在非洲還很少發現黑猩猩或大猩猩的祖先，如果乍得沙赫人果真是黑猩猩或大猩猩祖先的近親，會使它成為該進化支系中已知的一個最早成員。再者，從乍得沙赫人可知人類及黑猩猩的最後共同祖先並不很像黑猩猩，這與一些古生物學家以往假設的不同。
不幸的是，該化石的準確年代不易確定。分子時鐘已被越來越多地發現不像最初所認為的那麼可靠，而通過沉積層同位素分析得出的約700萬年前的結論一般被認為是可靠的。但是就這個化石而言，它是被發現暴露在鬆散的沙中，做為發現人之一的博维兰（Beauvilain）警覺到這樣的沉積層很容易被風所移動，這與泥土包裹的情況不同。
實際上，圖邁很可能是在較近的過去被重新掩埋過。埋藏分析揭示了曾被重新埋藏過一次（可能是兩次）的可能性，看上去是在伊斯蘭傳入這個地區之後發生的。

## 外部連結
- Sahelanthropus.com （页面存档备份，存于）
- http://toumai.site.voila.fr/ （页面存档备份，存于）
- Fossil Hominids: Toumai （页面存档备份，存于）
- National Geographic: Skull Fossil Opens Window Into Early Period of Human Origins （页面存档备份，存于）
- image of the skull （页面存档备份，存于） (nature.com)
- New Findings Bolster Case for Ancient Human Ancestor （页面存档备份，存于）

Template:已滅絕人科
#invoke:Taxonbar